# Stations de télévision dans le Wisconsin
Vous êtes invité à donner votre avis sur cette page de discussion, de manière argumentée en vous aidant notamment des critères d’admissibilité ou en présentant des sources extérieures et sérieuses.  
Après avoir apposé le modèle {{Admissibilité}} sur une page, suivez les étapes expliquées sur Wikipédia:Débat d'admissibilité/Aide :
| 1. | Créez la page de débat d'admissibilité.                                                                      | Sauvegardez d’abord la page pour l’initialiser puis indiquez votre motivation.                                  |
| 2. | Important : ajoutez une entrée dans la section Débat d'admissibilité du jour.                                | Utilisez ce texte : *{{L\|Stations de télévision dans le Wisconsin}}                                            |
| 3. | Pensez à informer les contributeurs principaux de la page et les projets associés lorsque cela est possible. | Utilisez ce texte : {{subst:Avertissement débat d'admissibilité\|Stations de télévision dans le Wisconsin}}~~~~ |

 (mai 2025).
Ceci est la Liste de stations TV dans le Wisconsin.

## Duluth-Superioret leurs environs
- Channel 3: KDLH - (CBS), (The CW digital subchannel) - Duluth
- Channel 6: KBJR - (NBC), (MyNetworkTV digital subchannel) - Duluth
- Channel 8: WDSE - (PBS) - Duluth
- Channel 10: WDIO-TV - (ABC) - Duluth
- Channel 19: KBJR-DT (NBC) - Duluth
- Channel 21: KQDS-DT (FOX) - Duluth
- Channel 33: KDLH-DT (CBS) - Duluth
- Channel 38: WDSE-DT (PBS) - Duluth
- Channel 43: WDIO-DT (ABC) - Duluth
- Channel 58: K58CM (TBN) - Duluth

## Eau Claire/Chippewa Valley
- Channel 13: WEAU-TV - (NBC) - Eau Claire
- Channel 15: WQOW-DT - (ABC), (The CW digital subchannel) - Eau Claire
- Channel 18: WQOW-TV - (ABC) - Eau Claire
- Channel 27: WHWC-DT - (PBS/WPT) - Menomonie-Eau Claire
- Channel 28: WHWC - (PBS/WPT) - Menomonie-Eau Claire
- Channel 39: WEAU-DT - (NBC) - Eau Claire
- Channel 48: WEUX - (Fox) - Chippewa Falls

## Green Bayet ses environs
- Channel 2: WBAY - (ABC) - Green Bay
- Channel 5: WFRV - (CBS) - Green Bay
- Channel 11: WLUK - (FOX) - Green Bay
- Channel 14: WIWB - (The CW) - Suring/Green Bay
- Channel 17: W17CF - (TBN) - Oshkosh
- Channel 21: WIWB-DT - (The CW) - Suring/Green Bay
- Channel 22: W22BW - (NBC) - Sturgeon Bay (Rediffusion de  WGBA)
- Channel 23: WBAY-DT - (ABC) - Green Bay
- Channel 26: WGBA - (NBC) - Green Bay
- Channel 30: W30BU - (3ABN) - Green Bay
- Channel 32: WACY - (MyNetworkTV) - Appleton/Green Bay
- Channel 38: WPNE - (PBS/WPT) - Green Bay
- Channel 41: WGBA-DT - (NBC) - Green Bay
- Channel 42: WPNE-DT - (PBS/WPT) - Green Bay
- Channel 44: WWAZ-DT - (FamilyNet) - Fond du Lac
- Channel 49: W49CB - (TBN) - Waupaca
- Channel 51: WLUK-DT - (FOX) - Green Bay
- Channel 56: WFRV-DT - (CBS) - Green Bay
- Channel 59: WACY-DT - (MyNetworkTV) - Appleton/Green Bay
- Channel 68: WWAZ-TV - (FamilyNet) - Fond du Lac

## La Crosseet ses environs
- Channel 8: WKBT - (CBS) - La Crosse
- Channel 14: WXOW-DT - (ABC), (The CW digital subchannel) - La Crosse
- Channel 19: WXOW - (ABC) - La Crosse
- Channel 23: KQEG-CA - (part-time FamilyNet)
- Channel 25: WLAX - (FOX) - La Crosse
- Channel 30: WHLA-DT - (PBS/WPT) - La Crosse
- Channel 31: WHLA - (PBS/WPT) - La Crosse
- Channel 41: WKBT-DT - (CBS), (MyNetworkTV on DT2) - La Crosse
- Channel 44: W44BF - (TBN) - La Crosse
- Channel 67: W67CH - (NBC) - La Crosse (traducteur de  KTTC Rochester (Minnesota))

## Madison/Janesvilleet leurs environs
- Channel 3: WISC-TV - (CBS) - Madison
- Channel 11: WMSN-DT - (FOX) - Madison
- Channel 15: WMTV - (NBC) - Madison
- Channel 18: W18CM - (PBS) - Adams (Rebroadcast of WHA
- Channel 19: WMTV-DT - (NBC) - Madison
- Channel 20: WHA-DT - (PBS/WPT) - Madison
- Channel 21: WHA - (PBS/WPT - Madison
- Channel 23: W23BW - (3ABN) - Madison
- Channel 26: WKOW-DT - (ABC) - Madison
- Channel 27: WKOW - (ABC) - Madison
- Channel 32: WBUW-DT - (The CW) - Janesville
- Channel 38: W38CT - (TBN) - Madison
- Channel 43: W43BR - (ION) - Baraboo
- Channel 47: WMSN - (FOX) - Madison
- Channel 50: WISC-DT - (CBS), (MyNetworkTV) - Madison
- Channel 57: WBUW - (The CW) - Janesville
- Channel 65: W65EE - (TBN) - Janesville

## Milwaukeeet ses environs
- Channel 4: WTMJ-TV - (NBC) - Milwaukee - possédé par Journal Communications (qui possède aussi WTMJ/WKTI radio et le Milwaukee Journal/Sentinal newspaper)
- Channel 6: WITI-TV - (FOX) - Milwaukee FOX 6, était une filière de CBS
- Channel 7: WMKE-CA - (America One) - Milwaukee
- Channel 8: WMVS-DT - (PBS) - Milwaukee "MPTV"
- Channel 10: WMVS - (PBS) - Milwaukee
- Channel 12: WISN-TV - (ABC) - Milwaukee
- Channel 16: W16BS - (TBN) - Sheboygan
- Channel 18: WVTV-TV - (The CW) - Milwaukee
- Channel 24: WCGV - (MyNetworkTV) - Milwaukee, anciennement FOX, plus tard UPN
- Channel 25: WCGV-DT - (MyNetworkTV) - Milwaukee
- Channel 28: WTMJ-DT - (NBC) - Milwaukee
- Channel 30: WVCY - (Religious) - Milwaukee
- Channel 30-1: WVCY-DT - (Religious) - Milwaukee
- Channel 33: WITI-DT - (FOX) - Milwaukee
- Channel 34: WISN-DT - (ABC) - Milwaukee
- Channel 35: WMVT-DT - (PBS) - Milwaukee
- Channel 36: WMVT - (PBS) - Milwaukee "MPTV"
- Channel 38: WBWT - (Azteca America)- Milwaukee (Espagnol)
- Channel 40: WPXE-DT - (ION) - Kenosha
- Channel 41: WMLW-CA - (Independent) - Milwaukee
- Channel 46: WDJT-DT - (CBS) - Milwaukee
- Channel 48: WJJA-DT - (HSN) - Racine
- Channel 49: WJJA- (HSN) - Racine
- Channel 52: WWRS-TV - (TBN) - Mayville
- Channel 55: WPXE - (ION) - Kenosha
- Channel 58: WDJT-TV - (CBS) - Milwaukee
- Channel 61: WVTV-DT - (The CW) - Milwaukee
- Channel 63: WYTU-LP - (Telemundo) - Milwaukee (Espagnol)

## Wausau-Rhinelanderet leurs environs
- Channel 4: WBIJ - (FamilyNet) - Crandon
- Channel 7: WSAW - (CBS) - Wausau
- Channel 9: WAOW - (ABC) - Wausau
- Channel 12: WJFW - (NBC) - Rhinelander
- Channel 16: WJFW-DT - (NBC) - Rhinelander
- Channel 20: WHRM - (PBS/WPT) - Wausau
- Channel 24: WHRM-DT - (PBS/WPT) - Wausau
- Channel 27: W27AU - (NBC) - Rhinelander (rediffusion de WJFW)
- Channel 29: WAOW-DT - (ABC, The CW digital subchannel) - Wausau
- Channel 34: WYOW - (ABC) - Eagle River (rediffusion de WAOW)
- Channel 36: WLEF - (PBS/WPT) - Park Falls
- Channel 40: WSAW-DT - (CBS) - Wausau
- Channel 46: WTPX-DT - (ION) - Antigo
- Channel 47: WLEF-DT - (PBS/WPT) - Park Falls
- Channel 55: WFXS - (FOX) - Wittenberg/Wausau
- Channel 57: W57AR - (CBS) - Sayner (rediffusion de WSAW)
- Channel 66: W66DC - (TBN) - Waupaca